# Bettenrost
Der Bettenrost ist ein Bauteil eines Bettes. Er wird lose in den Bettrahmen eingelegt und dient als Unterlage für die Matratze. Er verbessert vor allem den Liegekomfort aber auch die Belüftung der Matratze.
Man unterscheidet verschiedene Konstruktionen:
- Der Federrost oder Drahtrost hat eine waagerechte nahezu zwei-dimensionale Federverspannung oder reine Drahtnetze.
- Der Sprungfederrahmen ist ein Rost mit aufrechtstehenden Kegel-Federn, und damit eine drei-dimensionale Konstruktion.
- Der Lattenrost, in einigen Bauformen auch Federholzrahmen genannt, ist ein Rahmen mit Holz- oder Kunststoffleisten.

## Geschichte
Betten hatten früher einfache Bretter als Unterlage der Matratze. Mit der Industrialisierung wurden diese Unterlagen, regional unterschiedlich häufig, durch Federroste oder die etwas teureren Sprungfederrahmen ersetzt. Werkstoffe wie Glasfasern und Karbonfasern haben eine Weiterentwicklung ermöglicht. Moderne Bettenroste besitzen eine sehr hohe Dichte von Auflagepunkten, die sich dem Körper ergonomisch flexibel anpassen.

## Federrost oder Drahtrost
Die Drahtmatratze war der Vorläufer des Sprungfederrahmens und bestand aus einem Geflecht von Drahtteilen, die durch Metallfedern längselastisch aufgehängt wurden, sozusagen ein Gitter auf einem Rahmen. Manche bestanden aus Draht, der zuerst zu einer Schraubenfeder aufgewickelt wurde und dann flachgedrückt wurde. Diese Stränge wurden dann im Zickzack quer auf den Rahmen genagelt, wobei die Zick-Zacke durch kurze Verbindungsklammern zwischen den Zacken-Spitzen entstanden.

## Sprungfederrahmen

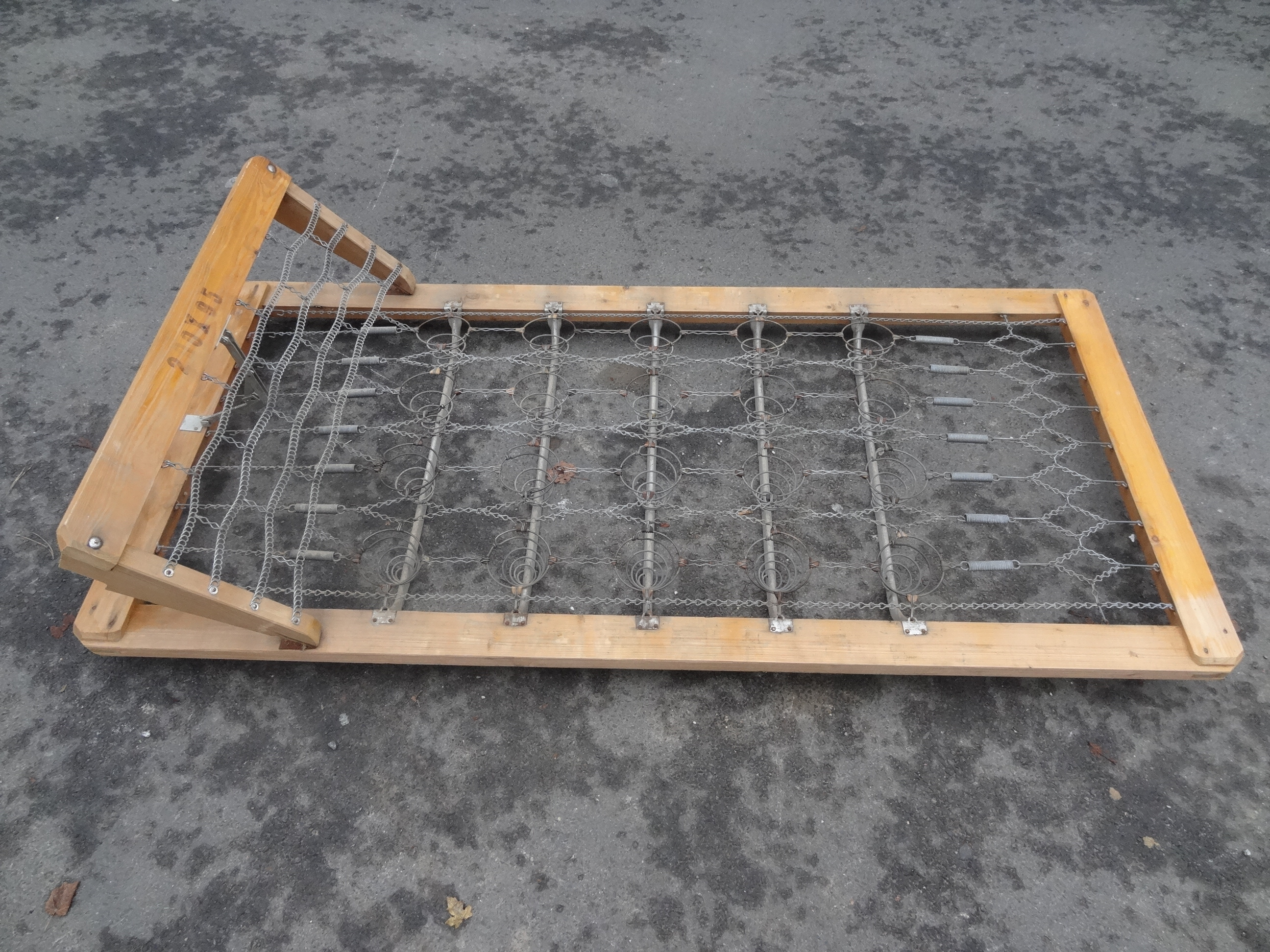
Sprungfederrahmen, 1970er Jahre

Sprungfederrahmen haben auf quer angeordneten Metallbögen abgestützte Kegel-Federn, die das Geflecht senkrecht abfedern. Nachteil dieser Konstruktion ist, dass nach einiger Zeit der Nutzung eine Kuhlenbildung (meist im Hüftbereich des Liegenden) entsteht, weil die Federn ausleiern. Ein weiterer Nachteil ist das Quietschen der miteinander beweglich eingehängten Metallelemente. Gegen die Geräuschentwicklung kann die Aufhängung durch kleine Lederscheiben isoliert werden. Auf das Metall wird eine stabile Schondecke gelegt und anschließend die eigentliche Matratze.

### Boxspringbett
Eine Form des Sprungfederrahmens ist das Boxspringbett. Boxspring bedeutet auf Deutsch ganz wörtlich Kastenfeder und beschreibt im Wesentlichen den Aufbau des Untergestells. In den USA ist das Boxspringbett weit verbreitet.

## Lattenrost
Der Begriff „Latte“ bezieht sich auf die meistens rechtwinkelig zur langen Seite des Rahmens angebrachten Leisten. In der Holzversion besteht eine solche Leiste heute gewöhnlich aus sechs bis sieben verleimten Lagen Schichtholz.
Ein Lattenrost hat einen stabilen Rechteckrahmen, aus Holz, Metall oder Kunststoff. Der Rahmen ist etwas kleiner als das Innenmaß des Bettrahmens. Auf diesem Rahmen sind Leisten üblicherweise aus Holz, in Sonderfällen auch aus faserverstärktem Kunststoff befestigt. Als Befestigungen dienen in der Regel elastische Kunststoffhalterungen, sogenannte Loslager, in denen die Leisten in ihrer Längsrichtung beweglich sind. Die Leisten können einfach oder doppelt in Bereichen höheren Körpergewichtes (z. B. Hüfte) gelegt sein. Zudem unterscheidet man Lattenroste in holmüberlappende und innenliegende. Bei einem holmüberlappenden Lattenrost liegen die flexiblen Leisten über dem Holm. So kann auch der äußere Bereich des Lattenrostes eine Federung ermöglichen. Im Gegensatz dazu ist beim innenliegenden Lattenrost der äußere Bereich starr.
Der Lattenrost wurde 1956 von dem Schweizer Ingenieur Hugo Degen und dem Möbel-Tischler Karl Thomas in Bremervörde erfunden und unter der Marke Lattoflex vertrieben und hat sich inzwischen vor allem in Europa durchgesetzt. Konstruktiver Vorteil ist die Verteilung der Elastizitätsfunktion auf die einzelnen Leisten. In modernen Lattenrosten lassen sich pro Latte verschiedene Elastizitätsgrade einstellen. Durch mechanische Konstruktionen oder elektromotorische Antriebe lassen sich verschiedene Segmente des Lattenrosts verstellen (siehe auch Pflegebett).
Es gibt unterschiedliche Bauformen:
Rahmenrost
Holzrahmen mit Einzelleisten, die in Kunststoffelementen gelagert sind. Sehr einfache Versionen mit wenig Leisten (< 20 Leisten), normale Ausstattung  mit > 25 Leisten und Abstand der Leisten < 4 cm.
Anpassbarer Lattenrost
Rahmenrost mit mehreren zusätzlichen Doppelleisten im Bereich des höheren Gewichtes (Hüfte), deren Federverhalten durch schiebbare Spanner angepasst werden kann.
Beweglicher Lattenrost
Geteilt in mehrere Segmente, um besondere Lagerungsformen zu ermöglichen. Üblich sind 4 bis 5 Segmente. Die Segmente sind manuell bewegbar oder werden elektromotorisch verstellt.

### Rollrost

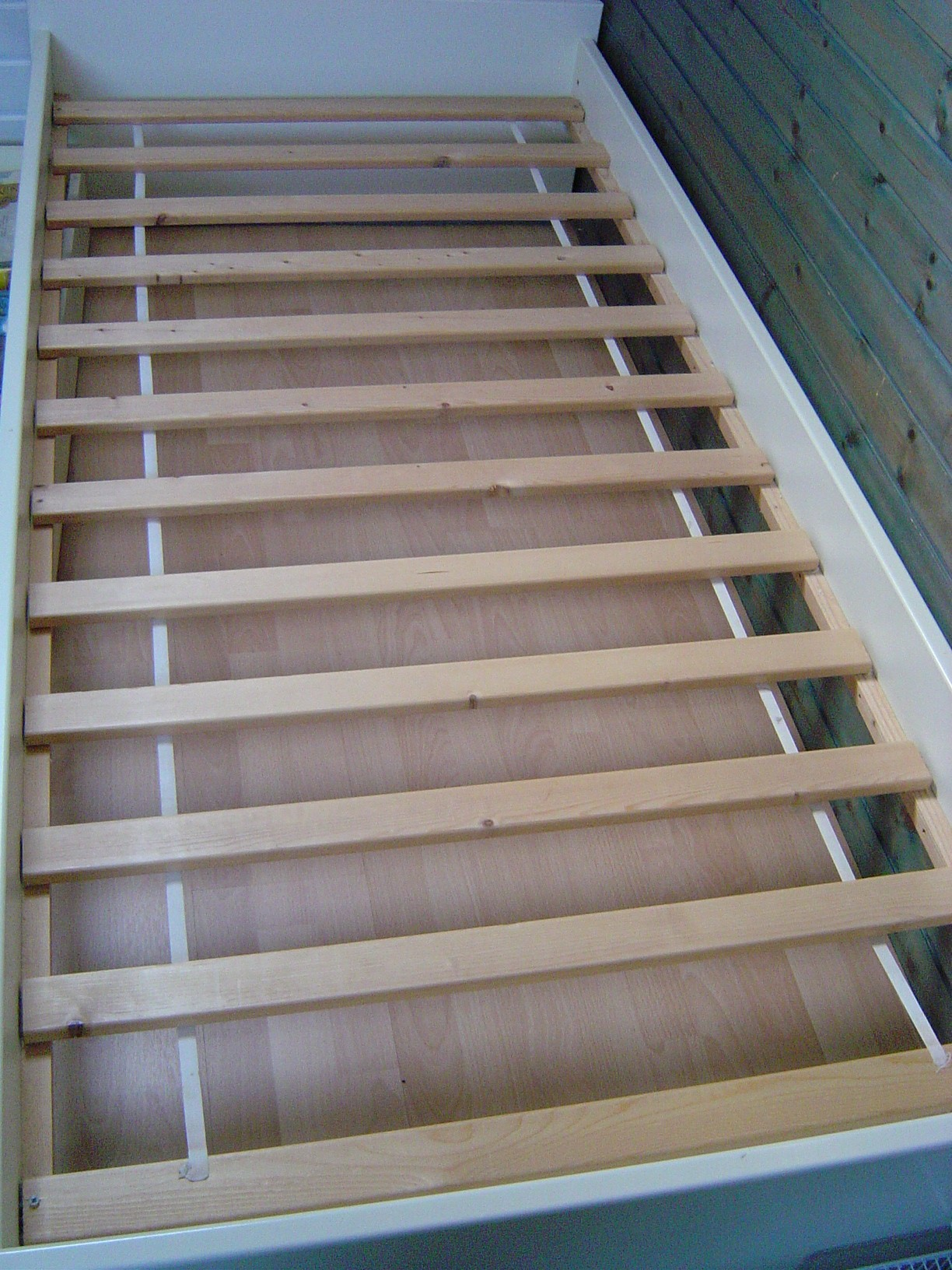
Lattenrost, Bauart Rollrost

Rollrost ist die Bezeichnung für einen Lattenrost aus stabilen, kaum federnden Holzlatten. Die Holzlatten sind aus massivem Hartholz (in der Regel Buche) gefertigt. Sie sind durch Textilbänder oder Kunststoffschnüre miteinander verbunden, evtl. zusätzlich durch Kunststoffröhrchen auf Distanz gehalten. Da solche Lattenroste zusammenrollbar sind, hat sich der Name Rollrost eingebürgert, im Gegensatz zum in seinen Maßen starren Rahmenrost.

### Materialien
Für den Rahmen eines Lattenrostes wird meist Holz verwendet – Buche und Birke, seltener Esche oder Bambus –, welches für die notwendige Stabilität sorgt. Günstige Lattenroste werden meist aus weicherem Holz wie Kiefer oder Fichte verarbeitet.
Die Flexibilität der mehrfach verleimten Holz-Federleisten wird erreicht, indem sie nach oben leicht gebogen sind (Stichbogen), die unter Belastung geebnet werden. Dabei drücken sich die Federleisten weiter in die Kappen hinein, die am Rahmen befestigt sind. Modernere Federleisten bestehen aus einem Glasfaserstab, der mit Kunststoff ummantelt ist. Ihr Vorteil besteht darin, dass es, anders als bei den Holzvarianten, kaum Ermüdungserscheinungen gibt und kein Stichbogen nötig ist, da die Elastizität aus dem Material selbst kommt.